# (39411) 2266 T-1
2266 T-1 (asteroide 39411) é um asteroide da cintura principal. Possui uma excentricidade de 0.09652890 e uma inclinação de 1.76127º.
Este asteroide foi descoberto no dia 25 de março de 1971 por Cornelis Johannes van Houten e Ingrid van Houten-Groeneveld e Tom Gehrels em Palomar.